# 平野
平野 （へいや） または平地 （へいち） とは、山地に対して、低く平らな広い地形のことを指す地理用語である。

## 概要
平野は一般に標高が大きく変化しない。平野は谷底に沿った地域や山の周辺の段状の地域に見られる。海岸平野として見られる場合もある。山の中の平らな所は平野とは呼ばずに盆地、あるいは高原という。
平原を含めた平野は地球上の主要な地形の一つである。全ての国に存在し、世界の陸域の3分の1以上を占める。溶岩流や、河川、湖沼、氷河、風による堆積、丘陵や山地からの侵食によって形成される。
一般に、(温帯や亜熱帯の) 草原、(半乾燥地域の) ステップ、(熱帯の) サヴァナ、（極域の）ツンドラなどの生物群系（バイオーム）に覆われる。砂漠や熱帯雨林が平野に生成される場合もある。
平野は土壌が深く発達し肥沃であり、平坦なので農業生産における機械化が容易であることや、牧畜に必要な良質の牧草が草原を通して供給されることから、農地としても利用されやすい。

## 平野の分類
成因などにより、以下のように分けられる。
- 堆積平野 - 河川などが運んだ堆積物が積もってできたもの
  - 沖積平野 - 河川の働きによるもの
  - 海岸平野 - 沿岸流や波の働きによるもの
  - 風成平野（英語版） - 風の働きによるもの
- 侵食平野 - 河川などの侵食により土地が削られてできたもの
  - 準平原
  - 構造平野 - 古生代から中生代にかけて堆積した地層が、緩やかな侵食を受けてできた平坦地。
  - ケスタ

## 日本の平野一覧

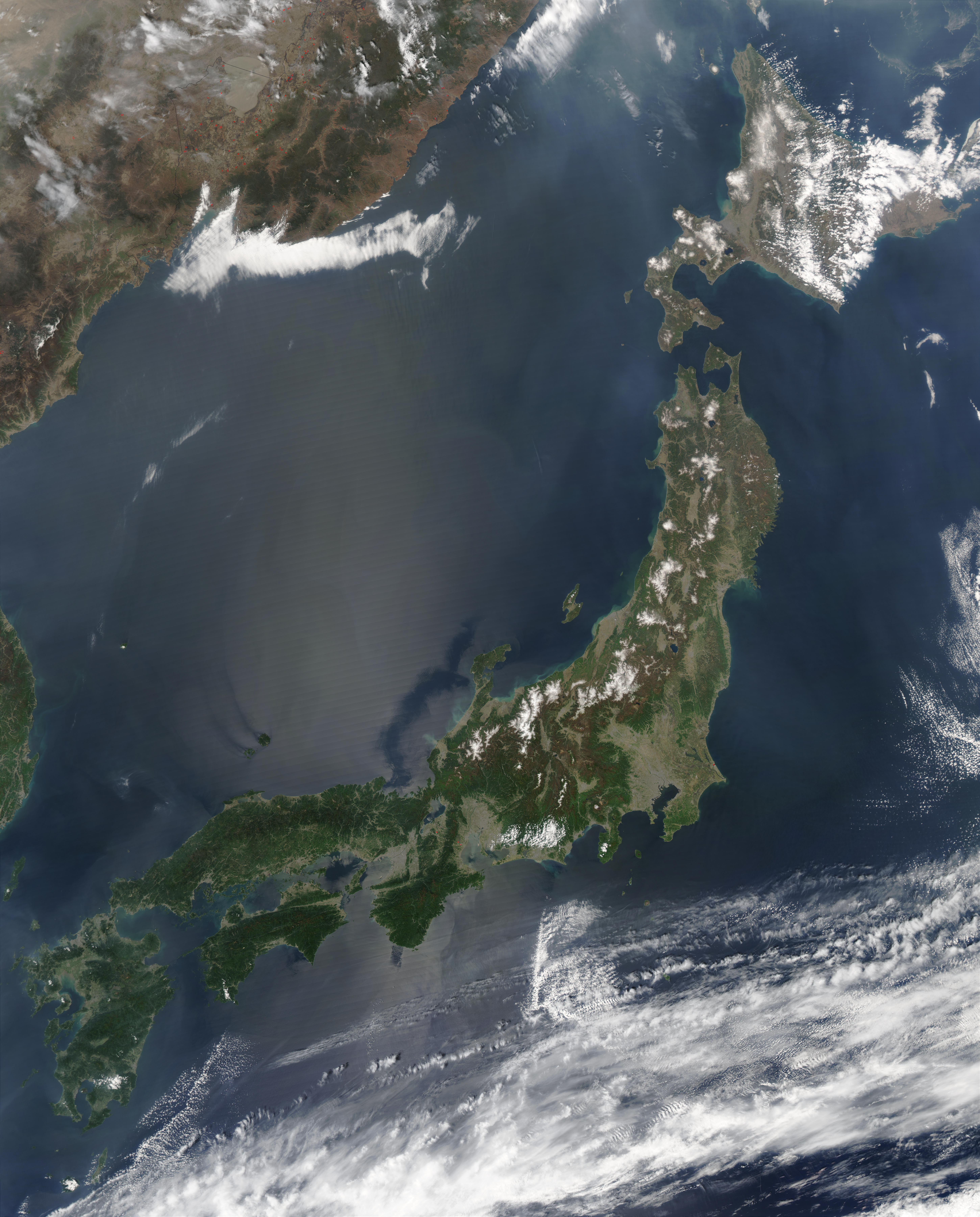
日本の衛星画像

日本の平野のほとんどが沖積平野である。若干、海岸平野があるものの、それも河川の影響が皆無というわけではない。
以下、各地方の代表的な平野を挙げる。括弧内は平野内の河川と都府県（北海道は地方名を記載）。

### 北海道地方
- 幕別平野（声問川、宗谷地方）
- 天塩平野（天塩川、宗谷地方）
- 頓別平野（頓別川、宗谷地方）
- 湧別平野（湧別川、北見地方）
- 美幌平野（網走川、北見地方）
- 斜里平野（止別川・斜里川、北見地方）
- 石狩平野（石狩川・夕張川、石狩地方・空知地方）
- 岩内平野（堀株川、後志地方）
- 釧路平野（釧路川、釧路地方）
- 十勝平野（十勝川、十勝地方）
- 勇払平野（安平川、胆振地方）
- 長万部平野（長万部川、渡島地方）
- 八雲平野（遊楽部川、渡島地方）
- 利別平野（後志利別川、檜山地方）
- 函館平野（大野川、渡島地方）
- 瀬棚平野  (後志利別川、檜山地方）

### 東北地方
- 青森平野（新城川・堤川・野内川、青森県）
- 津軽平野（岩木川、青森県）
- 八戸平野（馬淵川、青森県）
- 能代平野（米代川、秋田県）
- 秋田平野（雄物川、秋田県）
- 本荘平野（子吉川、秋田県）
- 胆沢平野（北上川、胆沢川、衣川、岩手県）
- 仙台平野（北上川・阿武隈川・名取川・鳴瀬川、宮城県）
- 庄内平野（最上川・赤川、山形県）

### 関東地方
- 九十九里平野（千葉県東部）
- 関東平野（利根川・荒川・多摩川、東京都・埼玉県・栃木県・群馬県・茨城県全域、神奈川県、千葉県の一部。日本最大[注 1]）
- 相模平野（相模川、神奈川県中央部。定義上は、関東平野に含むことがある。地形学上は、関東平野には含まない）
- 足柄平野（酒匂川、神奈川県南西部）

### 中部地方
- 越後平野（阿賀野川・信濃川、新潟県）
- 高田平野（保倉川・関川、新潟県）
- 国中平野（国府川、新潟県）
- 富山平野（新川平野、神通川・常願寺川、富山県）
- 射水平野（小矢部川・庄川、富山県）
- 新川平野（黒部川・片貝川・早月川、富山県）
- 砺波平野（庄川・小矢部川、富山県）
- 金沢平野（犀川、石川県）
- 福井平野（九頭竜川、福井県）
- 濃尾平野（木曽川・長良川・揖斐川・庄内川、愛知県・岐阜県）
- 岡崎平野（矢作川、愛知県）
- 豊橋平野（豊川、愛知県）
- 浜松平野（天竜川、静岡県）
- 志太平野(大井川平野)（大井川・栃山川・瀬戸川、静岡県）
- 静岡平野（安倍川、静岡県）
- 富士平野(岳南平野)（富士川、静岡県）
- 田方平野（狩野川、静岡県）
- 伊勢平野（宮川、三重県）

### 近畿地方
- 加悦谷平野（野田川、京都府）
- 大阪平野（淀川・大和川、大阪府・兵庫県）
- 和歌山平野（紀の川、和歌山県）
- 播磨平野（揖保川、兵庫県）
- 洲本平野（洲本川、兵庫県）
- 三原平野（三原川、兵庫県）

### 中国地方
- 鳥取平野（千代川、鳥取県）
- 倉吉平野（天神川、鳥取県）
- 岡山平野（吉井川・高梁川、岡山県）
- 米子平野（日野川、鳥取県）
- 松江平野（島根県）
- 出雲平野（斐伊川・神戸川、島根県）
- 福山平野（芦田川、広島県）
- 広島平野（太田川、広島県）
- 防府平野（佐波川、山口県）

### 四国地方
- 讃岐平野（香東川、香川県）
- 丸亀平野（土器川・金倉川、香川県）
- 徳島平野（吉野川・那賀川、徳島県）
- 阿南平野（那賀川、徳島県）
- 新居浜平野（泉川・国領川、愛媛県）
- 道前平野（中山川、愛媛県）
- 松山平野（道後平野、重信川、愛媛県）
- 高知平野（仁淀川・物部川、高知県）
- 香長平野（国分川・舟入川・物部川・香宗川・夜須川、高知県）
- 中村平野（四万十川、高知県）

### 九州地方
- 直方平野（遠賀川、福岡県）
- 京都平野（今川・長峡川・祓川・城井川、福岡県）
- 筑紫平野（筑後川・矢部川、福岡県・佐賀県）
- 佐賀平野（筑後川、佐賀県）
- 白石平野（六角川・塩田川、佐賀県）
- 唐津平野（松浦川・玉島川、佐賀県）
- 諫早平野（本明川・境川・東大川、長崎県）
- 玉名平野（菊池川、熊本県）
- 熊本平野（白川・緑川、熊本県）
- 八代平野（球磨川、熊本県）
- 中津平野（山国川、大分県・福岡県）
- 宇佐平野（駅館川・寄藻川、大分県）
- 大分平野（大分川・大野川、大分県）
- 延岡平野（五ヶ瀬川・祝子川・北川、宮崎県）
- 門川平野（五十鈴川、宮崎県）
- 日向平野（塩見川・庄手川、宮崎県）
- 宮崎平野（大淀川・一ツ瀬川・小丸川、宮崎県）
- 日南平野（広渡川・酒谷川・風田川、宮崎県）
- 串間平野（福島川、宮崎県）
- 出水平野（米ノ津川・野田川・高尾野川、鹿児島県）
- 川内平野（川内川、鹿児島県）
- 姶良平野（思川・別府川・網掛川、鹿児島県）
- 国分平野（天降川・検校川、鹿児島県）
- 肝属平野（肝属川・串良川・菱田川、鹿児島県）

### 関連画像
| 仙台平野 | 関東平野と多摩川 | 富山平野 | 砺波平野と庄川・小矢部川 |

| 濃尾平野と木曾三川河口 | 米子平野と日野川 | 讃岐平野 |

## 世界の代表的な平野
- 華北平原（中華人民共和国・華北）
- 東北平原（中華人民共和国・東北）
- 長江中下游平原（中華人民共和国・華中）
- 関中平原・渭河平原（中華人民共和国・華北）
- 成都平原（中華人民共和国・華北）
- メコン川下流域（カンボジア、ラオス、ベトナム、タイ）
- ヒンドスタン平野（パキスタン、インド、バングラデシュ）
- 西シベリア平原（ロシア・シベリア西部）
- カザフステップ（カザフスタン、キルギス）
- メソポタミア（イラク）
- ルブアルハリ砂漠（サウジアラビア、オマーン、アラブ首長国連邦、イエメン）
- 東ヨーロッパ平原（ウラル山脈より西側のロシア、バルト三国、ベラルーシ、ウクライナ、カザフスタン）
- 北ヨーロッパ平野（ポーランド、ドイツ、デンマーク、オランダ、ベルギー）
- フランス平原（フランス、ベルギー）
- パンノニア平原（ルーマニア、ハンガリー、セルビア、ボスニア・ヘルツェゴビナ、オーストリア）
- ナイル川デルタ（エジプト）
- ニジェール・デルタ（ナイジェリア）
- モーリタニア西部・セネガル
- 大西洋岸平原（アメリカ合衆国東部）
- ハドソン湾岸低地（カナダ）
- グレートプレーンズ（アメリカ合衆国、カナダ）
- パンパ（アルゼンチン）
- リャノ（ベネズエラ、コロンビア）
- ナラボー平原（オーストラリア南部）
- ニューギニア島南部（パプアニューギニア、インドネシア）
- 湖南平野（大韓民国)
- 金海平野（大韓民国）
- 嘉南平原（中華民国・台湾）